# Naqueteneite

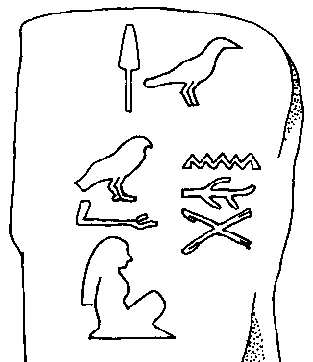
Sarcófago estela que continha Naqueteneite

Naqueteneite (Nakhtneith) foi uma rainha consorte do Antigo Egito que viveu durante a I dinastia. Seu nome significa "Forte é (deusa) Neite".

## Biografia
Naqueteneite foi esposa do faraó Quenquenés. Ela é conhecida pela estela encontrada em Abidos (estela 95) onde ela foi enterrada próxima de seu marido.